# Prezidentské volby v Togu v roce 1993

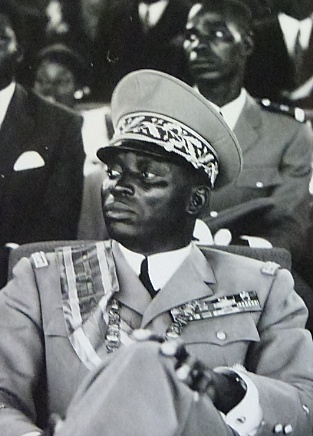
Vítěz voleb Gnassingbé Eyadéma (1972)

Prezidentské volby v Togu se konaly dne 25. srpna 1993. Jednalo se o první prezidentské volby v této zemi, do kterých mohlo být nominováno více kandidátů. Hlavní opoziční strany však tyto volby bojkotovaly a své kandidáty do voleb nominovaly pouze dvě menší strany. Jejich kandidáti se postavili úřadujícímu prezidentovi Gnassingbé Eyadémovi, který kandidoval za vládnoucí stranu Rassemblement du Peuple Togolais. Podle oficiálních výsledků získal Eyadéma více než 95 % hlasů při volební účasti 36 %.

## Volební výsledky
Oficiální volební výsledky byly nekonzistentní, přičemž celkový počet hlasů pro kandidáty byl o deset hlasů nižší než počet platných hlasů a součet platných i neplatných hlasů byl vyšší než údaj o celkovém počtu odevzdaných hlasů.
| Kandidát                            | Politická strana                    | První kolo | První kolo |
| Kandidát                            | Politická strana                    | Hlasy      | %          |
| ----------------------------------- | ----------------------------------- | ---------- | ---------- |
| Gnassingbé Eyadéma                  | Rassemblement du Peuple Togolais    | 691 485    | 96,42 %    |
| Jacques Amouzou                     | nezávislý                           | 13 632     | 1,90 %     |
| Adani Ifé                           | Tožská aliance pro demokracii       | 12 011     | 1,67 %     |
| Celkem                              | Celkem                              | 717 138    | 100 %      |
|                                     |                                     |            |            |
| Platných hlasů                      | Platných hlasů                      | 717 138    |            |
| Neplatných hlasů                    | Neplatných hlasů                    | 45 455     |            |
| Celkem hlasů                        | Celkem hlasů                        | 751 495    | 100 %      |
| Registrovaných voličů/volební účast | Registrovaných voličů/volební účast | 2 080 617  | 36,12 %    |